# Rissne (tunnelbanestation)
Rissne är en station inom Stockholms tunnelbana belägen i stadsdelen Rissne i Sundbybergs kommun längs den blå linjen. Den togs i bruk den 19 augusti 1985. Stationen ligger 10,4 kilometer från blå linjens ändstation Kungsträdgården.
Stationen ligger i bergrum 25–40 meter under marken under Rissne torg (tidigare Dragonplan) där biljetthallen finns. Konstnärlig utsmyckning är en textad tidsaxel med historiska händelser med mera från 3000 f.Kr. till 1985 av Madeleine Dranger och Rolf H Reimers, 1985.

## Bildgalleri

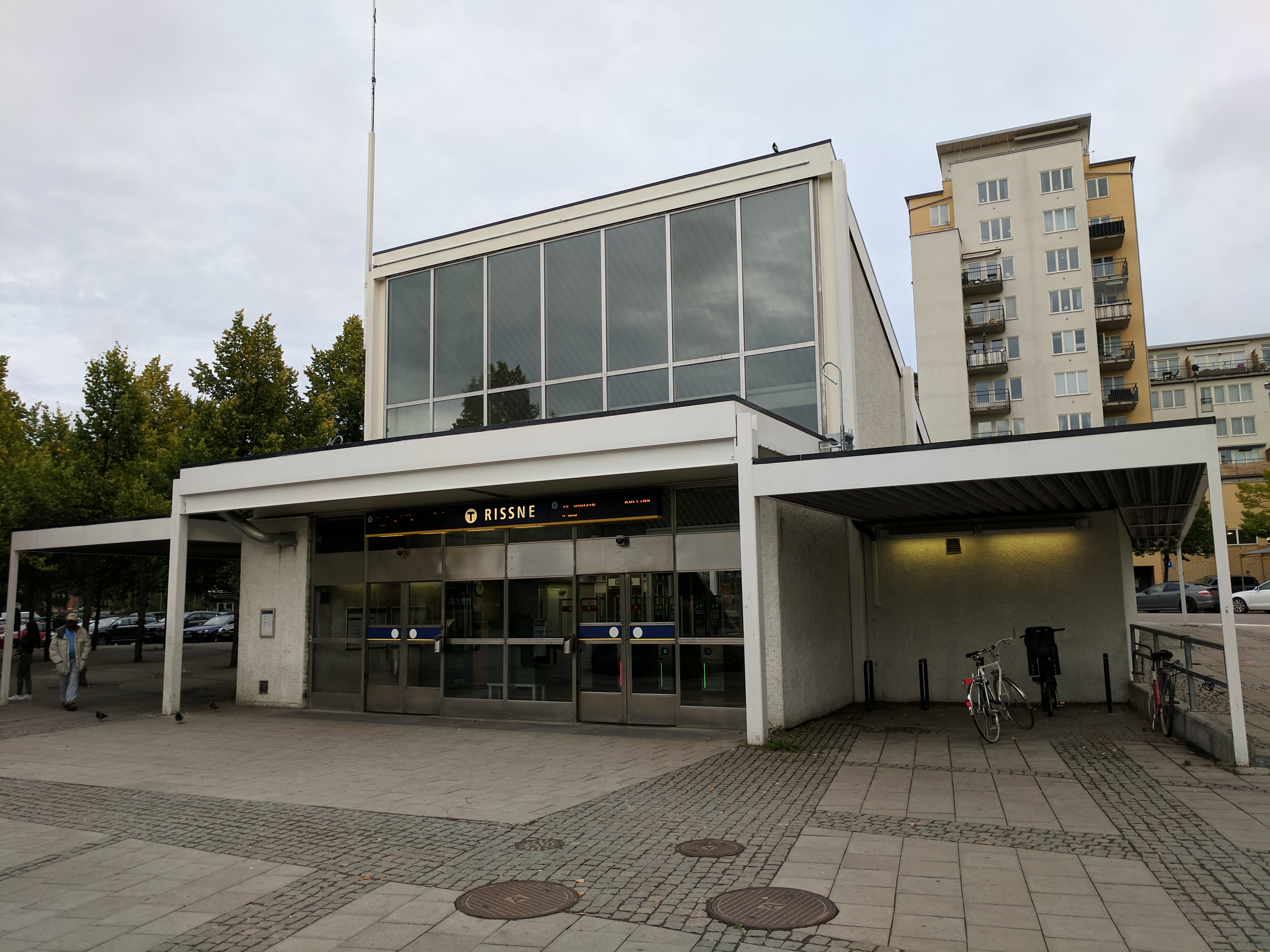
Ingången till tunnelbanestationen.
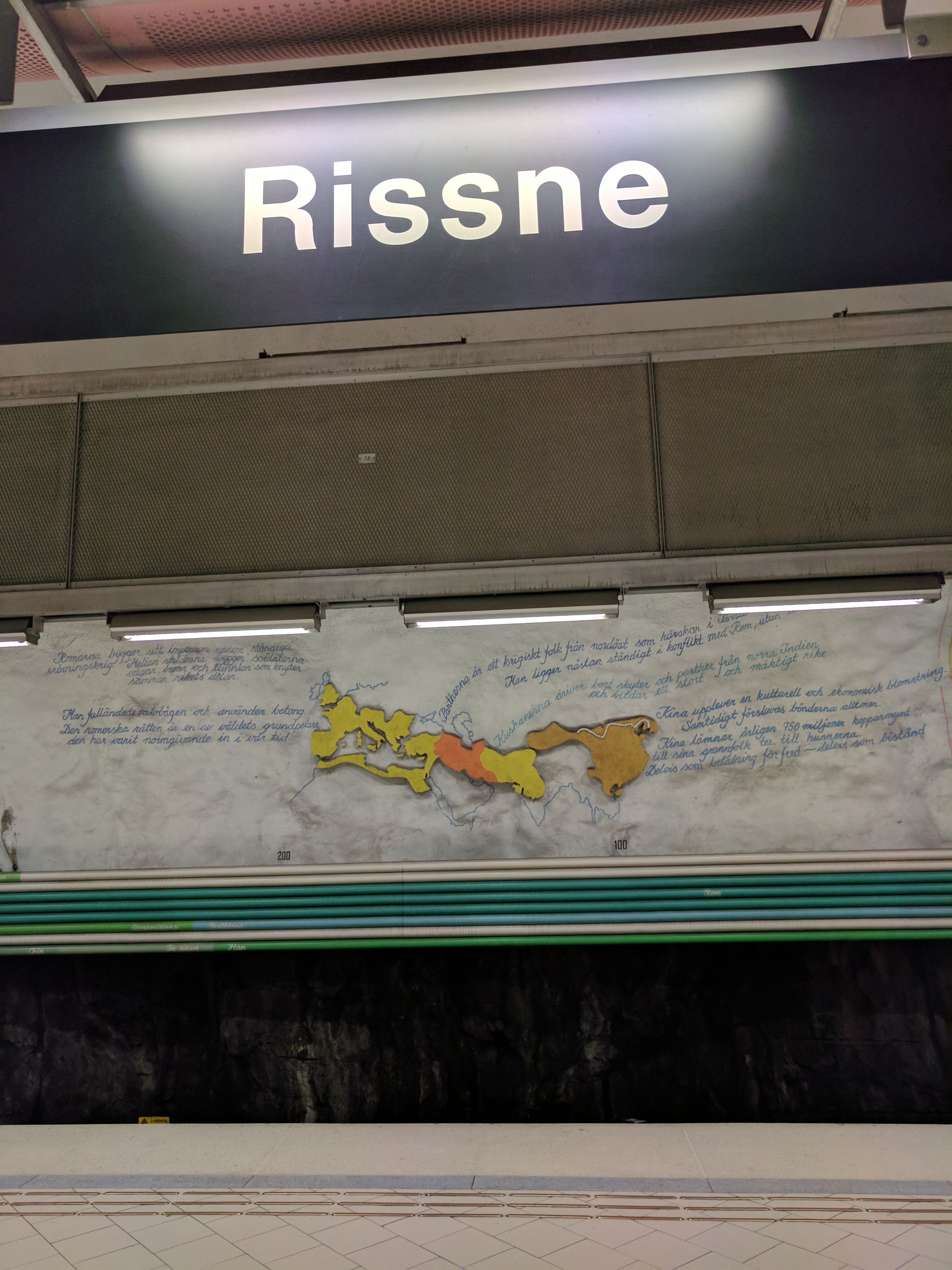
Stationsskylt.
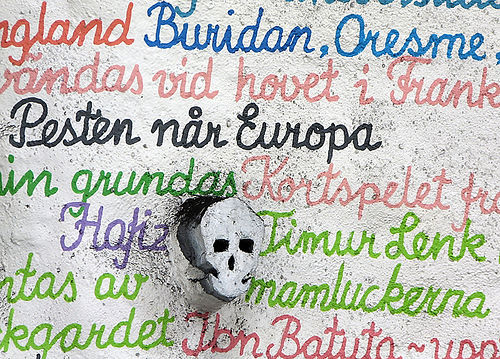
Detalj ur tidsaxeln på bergväggen.
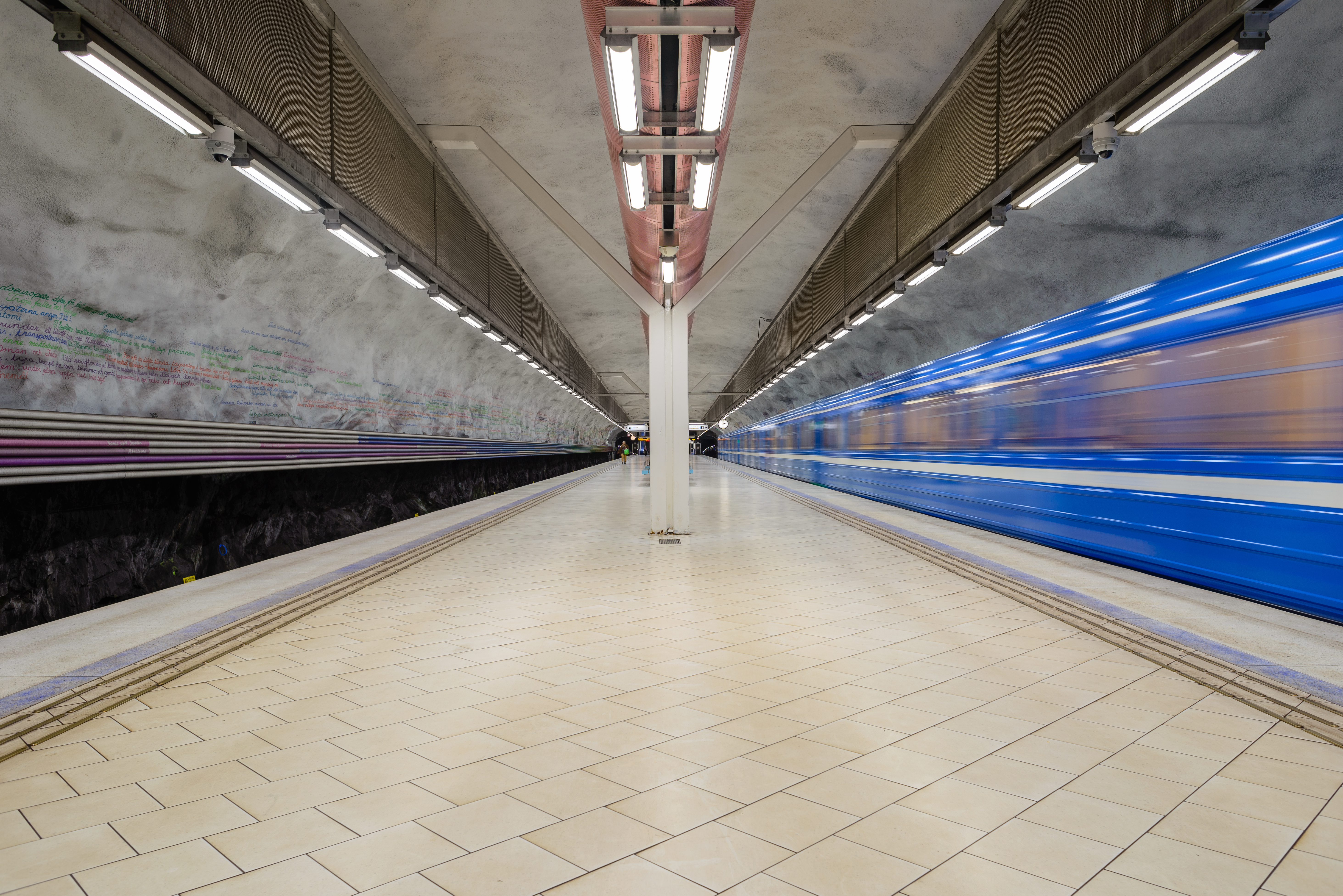
Perrongen.
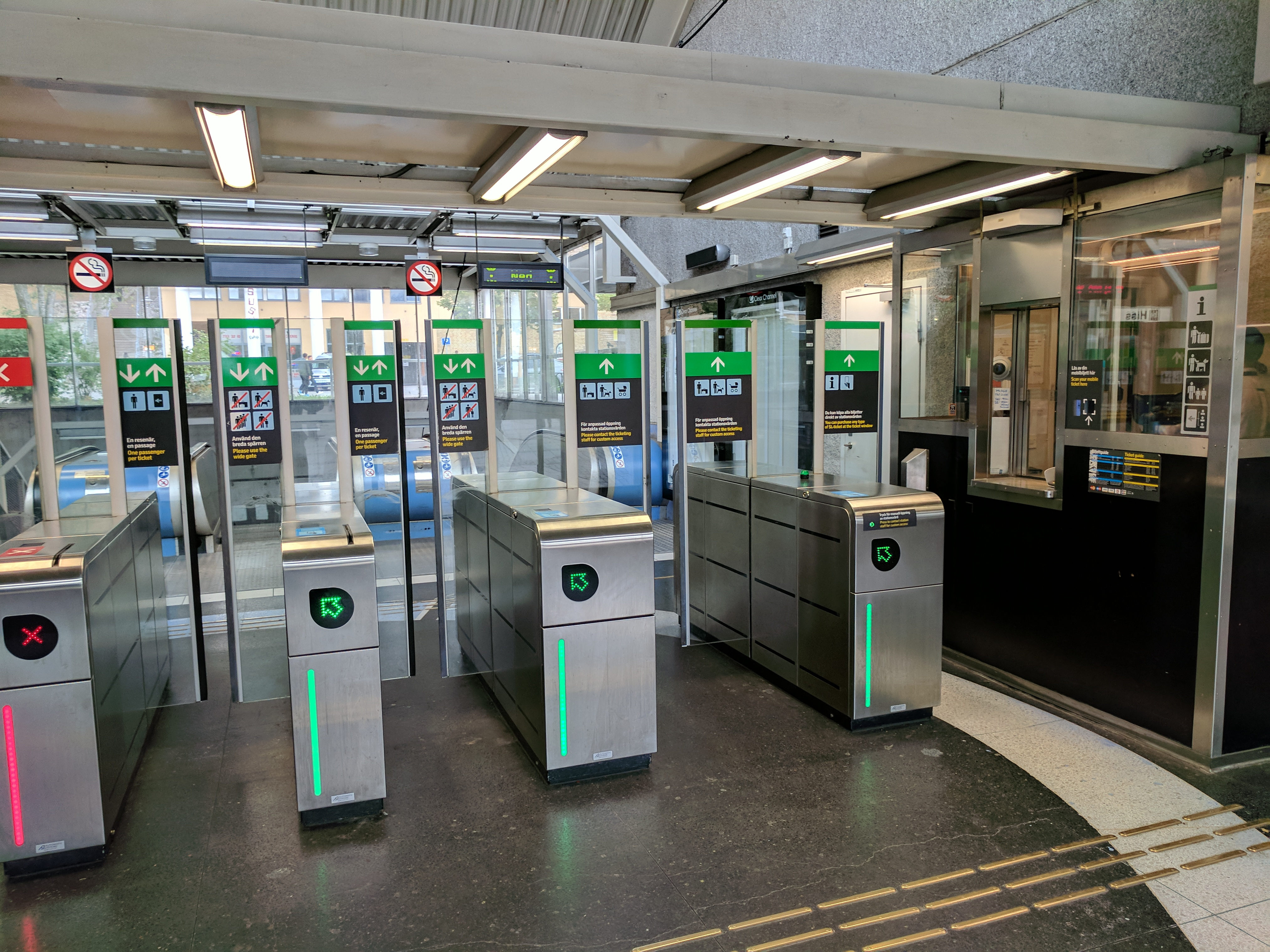
Biljetthallen.